# Summertime Blues
"Summertime Blues" is een nummer van de Amerikaanse artiest Eddie Cochran. Op 21 juli 1958 bracht hij het uit als single. Het nummer werd gecoverd door meerdere artiesten, en het werd een hit in de versies van Blue Cheer (1968) en The Who (1970).

## Achtergrond

### Originele versie
"Summertime Blues" is geschreven door Cochran en Jerry Capehart en geproduceerd door Cochran. Het nummer gaat over het leven van een tiener tijdens de zomervakantie. Hij heeft geen zin om een baan te zoeken voor de zomer zodat hij geld kan verdienen, en hij kan zijn vriendin niet mee uit nemen omdat zijn baas hem altijd in de late uren laat werken. Hij liegt vervolgens tegen zijn baas dat hij ziek is, maar de ouders van de jongen willen hun auto niet aan hem lenen omdat ze hem te lui vinden. Hij overweegt om langs de Verenigde Naties te gaan om over zijn situatie te klagen, maar uiteindelijk laat hij het bij een brief naar zijn lokale congreslid, die geen antwoord geeft omdat de jongen te jong is om te stemmen.
Cochran nam "Summertime Blues" op 28 maart 1958 op in de Gold Star Recording Studios in Hollywood. Cochran was verantwoordelijk voor zowel de leadzang als de lage zang; de lage zang was een eerbetoon aan het personage Kingfish uit de radiositcom Amos 'n' Andy. Ook speelde hij alle gitaren op het nummer, en verzorgde hij het handgeklap met zijn vriendin Sharon Sheeley. Connie "Guybo" Smith speelde de elektrische basgitaar, terwijl Earl Palmer als drummer te horen is.
"Summertime Blues" behaalde de achtste plaats in de Amerikaanse Billboard Hot 100 en kwam tot de achttiende plaats in de UK Singles Chart. Verder werden ook in Canada, Duitsland, Oostenrijk, Rhodesië en Zuid-Afrika de hitlijsten gehaald. In 1999 werd het nummer opgenomen in de Grammy Hall of Fame, en in 2004 zette het tijdschrift Rolling Stone het op plaats 73 in hun lijst The 500 Greatest Songs of All Time. Ook plaatste de Rock and Roll Hall of Fame het in hun lijst "The Songs That Shaped Rock and Roll". Het nummer werd gebruikt in de films Caddyshack en This Boy's Life, alsmede in de televisieserie Beverly Hills, 90210.

### Cover van Blue Cheer
In 1967 werd "Summertime Blues" gecoverd door de Amerikaanse rockband Blue Cheer. Zij brachten het uit op hun debuutalbum Vincebus Eruptum, dat een jaar later uitkwam. Op deze cover werd het vraag-en-antwoordspel weggelaten. In plaats hiervan speelt elk bandlid een korte solo. Ook is de gitaarriff uit "Foxy Lady" van Jimi Hendrix een aantal keer te horen.
In de Billboard Hot 100 kwam de single tot de veertiende plaats, maar in het Verenigd Koninkrijk werden geen hitlijsten gehaald. In Nederland werd het echter een groot succes: het werd een nummer 1-hit in de Top 40, terwijl het in de Parool Top 20 op de tweede plaats piekte. Daarnaast werd in Vlaanderen de twaalfde plaats in de Ultratop 50 gehaald.

### Cover van The Who
The Who speelde "Summertime Blues" al vroeg in hun carrière live. Tot 1976 was het regelmatig tijdens hun concerten te horen. Na het overlijden van basgitarist John Entwistle in 2002 is het echter niet meer gespeeld. De eerste bekende opname van het nummer door The Who is afkomstig uit de Amerikaanse tournee van 1967, toen zij het in juni speelden op het Monterey Pop Festival. Dat jaar namen zij ook twee studioversies op van het nummer. Deze werden niet officieel uitgebracht tot 1998 en 2009, toen de opnames op de heruitgaves van respectievelijk de albums Odds and Sods en The Who Sell Out verschenen.
In 1970 verscheen een liveversie van "Summertime Blues" op het album Live at Leeds. Het nummer werd uitgebracht als de enige single van het album en bereikte plaats 38 in de UK Singles Chart en plaats 27 in de Billboard Hot 100. Ook in Nederland werd het een hit, en piekte op de posities 24 en 25 in respectievelijk de Top 40 en de Daverende Dertig. Andere liveversies van The Who zijn te horen in de documentaire Woodstock uit 1970, opgenomen tijdens het gelijknamige festival een jaar eerder, en op de albums Live at the Isle of Wight Festival 1970 en Live at the Royal Albert Hall.

### Overige covers
Er zijn een aantal andere bekende coverversies van "Summertime Blues" bekend. The Beach Boys namen het in 1962 op als eerbetoon aan Cochran, twee jaar nadat hij bij een auto-ongeluk om het leven kwam. Zij brachten het uit op hun debuutalbum Surfin' Safari. De Australische rock-'n'-rollzanger Johnny Chester behaalde datzelfde jaar de dertigste plaats in de hitlijsten in zijn thuisland. In december 1964 werd het opgenomen door de Zweedse rockband The Hep Stars tijdens de eerste opnamesessie waarbij toetsenist Benny Andersson, die later als lid van ABBA bekend zou worden, bij betrokken was. Het daaropvolgende jaar werd het nummer uitgebracht als de tweede single van de groep, maar werd geen hit.
In 1970 werd "Summertime Blues" uitgebracht door T. Rex als de B-kant van hun eerste hit "Ride a White Swan". In 1975 scoorde Johnny Hallyday met een Franstalige versie onder de titel "La fille de l'été dernier" een nummer 1-hit in Frankrijk. In 1994 behaalde de Amerikaanse countryzanger Alan Jackson een nummer 1-hit in zowel de Amerikaanse als de Canadese countrylijsten met zijn cover. In 2004 kwam de Canadese rockband Rush tot de dertigste plaats in de Amerikaanse Mainstream Rock-lijst met hun versie van het nummer.
Andere covers van "Summertime Blues" zijn opgenomen door onder meer Alvin and the Chipmunks, The Black Keys, Bon Jovi, Alex Chilton, The Crickets, Dick Dale, The Flying Lizards, Robert Gordon met Link Wray, Debbie Harry, Levon Helm, Hush, Joan Jett & The Blackhearts, Little River Band, Mike Love, Cheech Marin, MC5, Olivia Newton-John, Buck Owens, The Rolling Stones, Brian Setzer, Skid Row, Bruce Springsteen en de E Street Band, James Taylor, Van Halen, Bobby Vee, The Ventures en Marty Wilde.

## Hitnoteringen

### Blue Cheer

#### Nederlandse Top 40
| Hitnotering: 18-05-1968 t/m 10-08-1968 | Hitnotering: 18-05-1968 t/m 10-08-1968 | Hitnotering: 18-05-1968 t/m 10-08-1968 | Hitnotering: 18-05-1968 t/m 10-08-1968 | Hitnotering: 18-05-1968 t/m 10-08-1968 | Hitnotering: 18-05-1968 t/m 10-08-1968 | Hitnotering: 18-05-1968 t/m 10-08-1968 | Hitnotering: 18-05-1968 t/m 10-08-1968 | Hitnotering: 18-05-1968 t/m 10-08-1968 | Hitnotering: 18-05-1968 t/m 10-08-1968 | Hitnotering: 18-05-1968 t/m 10-08-1968 | Hitnotering: 18-05-1968 t/m 10-08-1968 | Hitnotering: 18-05-1968 t/m 10-08-1968 | Hitnotering: 18-05-1968 t/m 10-08-1968 | Hitnotering: 18-05-1968 t/m 10-08-1968 |
| Week                                   | 1                                      | 2                                      | 3                                      | 4                                      | 5                                      | 6                                      | 7                                      | 8                                      | 9                                      | 10                                     | 11                                     | 12                                     | 13                                     |                                        |
| -------------------------------------- | -------------------------------------- | -------------------------------------- | -------------------------------------- | -------------------------------------- | -------------------------------------- | -------------------------------------- | -------------------------------------- | -------------------------------------- | -------------------------------------- | -------------------------------------- | -------------------------------------- | -------------------------------------- | -------------------------------------- | -------------------------------------- |
| Nummer                                 | 34                                     | 20                                     | 8                                      | 4                                      | 2                                      | 1                                      | 3                                      | 4                                      | 5                                      | 8                                      | 17                                     | 26                                     | 35                                     | uit                                    |

#### Parool Top 20
| Hitnotering: 25-05-1968 t/m 27-07-1968 | Hitnotering: 25-05-1968 t/m 27-07-1968 | Hitnotering: 25-05-1968 t/m 27-07-1968 | Hitnotering: 25-05-1968 t/m 27-07-1968 | Hitnotering: 25-05-1968 t/m 27-07-1968 | Hitnotering: 25-05-1968 t/m 27-07-1968 | Hitnotering: 25-05-1968 t/m 27-07-1968 | Hitnotering: 25-05-1968 t/m 27-07-1968 | Hitnotering: 25-05-1968 t/m 27-07-1968 | Hitnotering: 25-05-1968 t/m 27-07-1968 | Hitnotering: 25-05-1968 t/m 27-07-1968 | Hitnotering: 25-05-1968 t/m 27-07-1968 |
| Week                                   | 1                                      | 2                                      | 3                                      | 4                                      | 5                                      | 6                                      | 7                                      | 8                                      | 9                                      | 10                                     |                                        |
| -------------------------------------- | -------------------------------------- | -------------------------------------- | -------------------------------------- | -------------------------------------- | -------------------------------------- | -------------------------------------- | -------------------------------------- | -------------------------------------- | -------------------------------------- | -------------------------------------- | -------------------------------------- |
| Nummer                                 | 20                                     | 10                                     | 3                                      | 3                                      | 3                                      | 2                                      | 3                                      | 3                                      | 7                                      | 9                                      | uit                                    |

#### NPO Radio 2 Top 2000
| Nummer met noteringen in de NPO Radio 2 Top 2000 | '99 | '00 | '01 | '02 | '03  | '04 | '05  | '06  | '07  | '08  | '09  | '10  | '11  |
| ------------------------------------------------ | --- | --- | --- | --- | ---- | --- | ---- | ---- | ---- | ---- | ---- | ---- | ---- |
| Summertime Blues                                 | 970 | 768 | -   | 972 | 1058 | 950 | 1028 | 1322 | 1317 | 1180 | 1727 | 1674 | 1765 |

1. ↑  Een '-' betekent dat het nummer niet was genoteerd en een vetgedrukt getal geeft de hoogste notering aan.
2. ↑  Deze tabel is bijgewerkt tot en met de laatste editie (2024).

### The Who

#### Nederlandse Top 40
| Hitnotering: 22-08-1970 t/m 12-09-1970 | Hitnotering: 22-08-1970 t/m 12-09-1970 | Hitnotering: 22-08-1970 t/m 12-09-1970 | Hitnotering: 22-08-1970 t/m 12-09-1970 | Hitnotering: 22-08-1970 t/m 12-09-1970 | Hitnotering: 22-08-1970 t/m 12-09-1970 |
| Week                                   | 1                                      | 2                                      | 3                                      | 4                                      |                                        |
| -------------------------------------- | -------------------------------------- | -------------------------------------- | -------------------------------------- | -------------------------------------- | -------------------------------------- |
| Nummer                                 | 34                                     | 24                                     | 25                                     | 39                                     | uit                                    |

#### Daverende Dertig
| Hitnotering: 29-08-1970 t/m 05-09-1970 | Hitnotering: 29-08-1970 t/m 05-09-1970 | Hitnotering: 29-08-1970 t/m 05-09-1970 | Hitnotering: 29-08-1970 t/m 05-09-1970 |
| Week                                   | 1                                      | 2                                      |                                        |
| -------------------------------------- | -------------------------------------- | -------------------------------------- | -------------------------------------- |
| Nummer                                 | 26                                     | 25                                     | uit                                    |